# Micrathena plana
Micrathena plana är en spindelart som först beskrevs av Carl Ludwig Koch 1836.  Micrathena plana ingår i släktet Micrathena och familjen hjulspindlar. Inga underarter finns listade i Catalogue of Life.